# Anastas Procházka

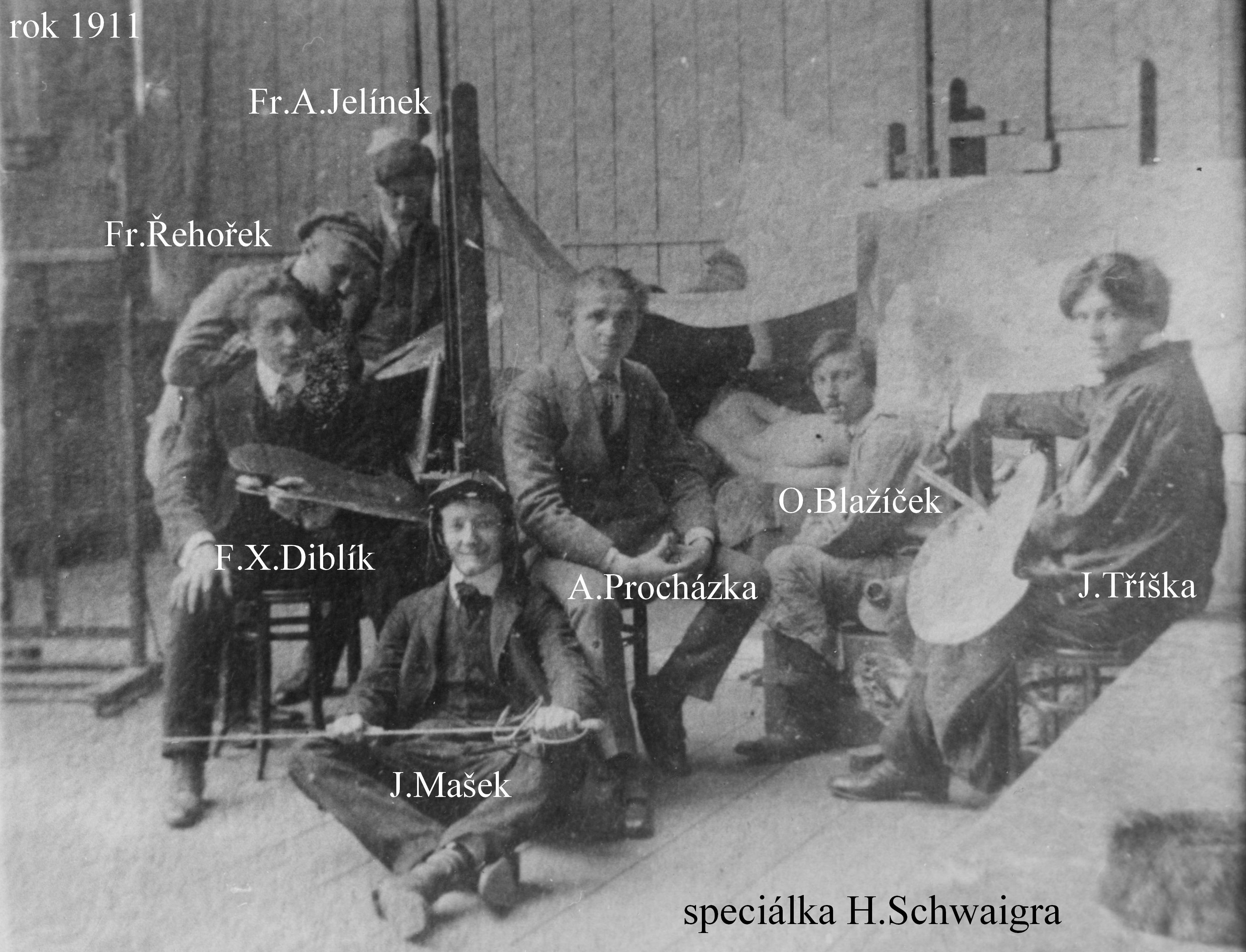
AVU v Praze, žáci speciálky H.Schwaigra - Fr.A.Jelínek, Fr.Řehořek, F.X.Diblík, J.Mašek, A.Procházka, O.Blažíček a J.Tříška v roce 1911

Anastas Procházka (21. srpna 1891 Silůvky – ?1915 na frontě I. sv.války v Haliči), byl český akademický malíř.

## Život
Anastas Procházka se narodil 21. srpna 1891 v Silůvkách. Jeho nesporný talent k malování, se u něho projevil již v útlém mládí. Po absolvování obecné školy se přihlásil na pražskou malířskou akademii. V roce 1906 složil úspěšně zkoušku a byl jako jeden z nejmladších přijat. Postupně studoval u profesorů B.Roubalíka, V. Bukovce a ve speciálce Hanuše Schweigera. Byl jedním z nejtalentovanějších žáků. V roce 1911 akademii úspěšně absolvoval. Následně působil na Moravě jako malíř podobizen a různých genrů. Na studijní cestu se vydal do dalekého Orientu. Na začátku 1. světové války narukoval a zanedlouho na bojišti padl. Pohřben je na neznámém místě v Haliči.

## Galerie

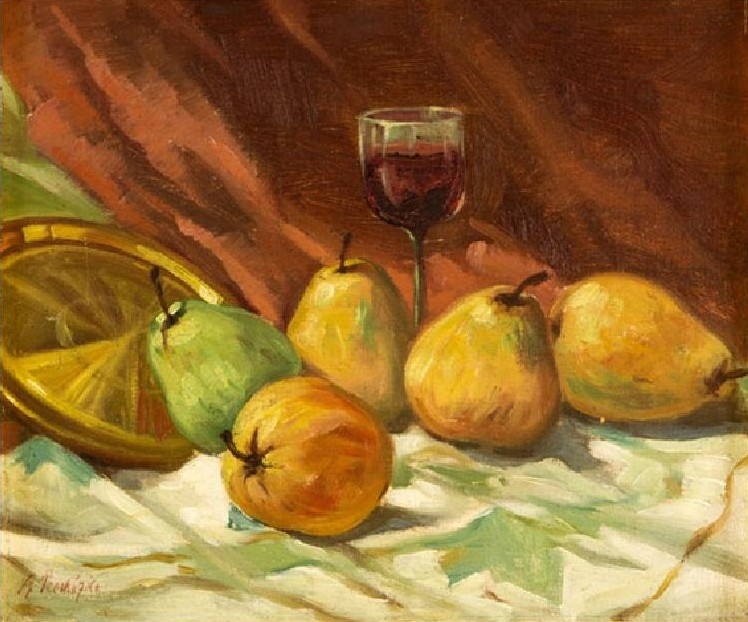
Anastas Procházka - Zátiší s ovocem
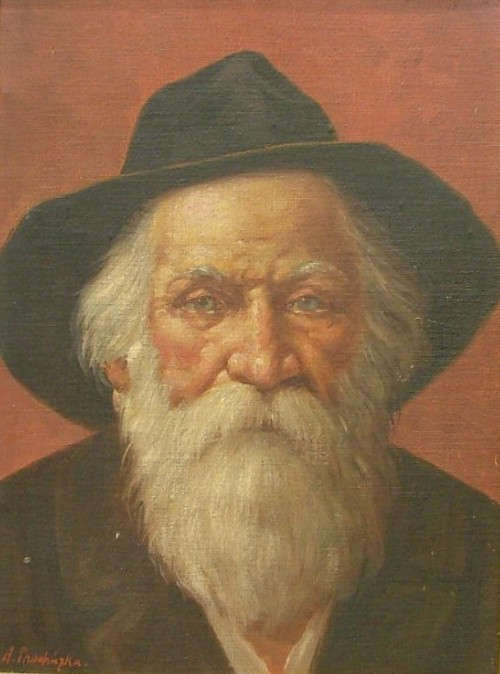
Anastas Procházka - Vousatý muž
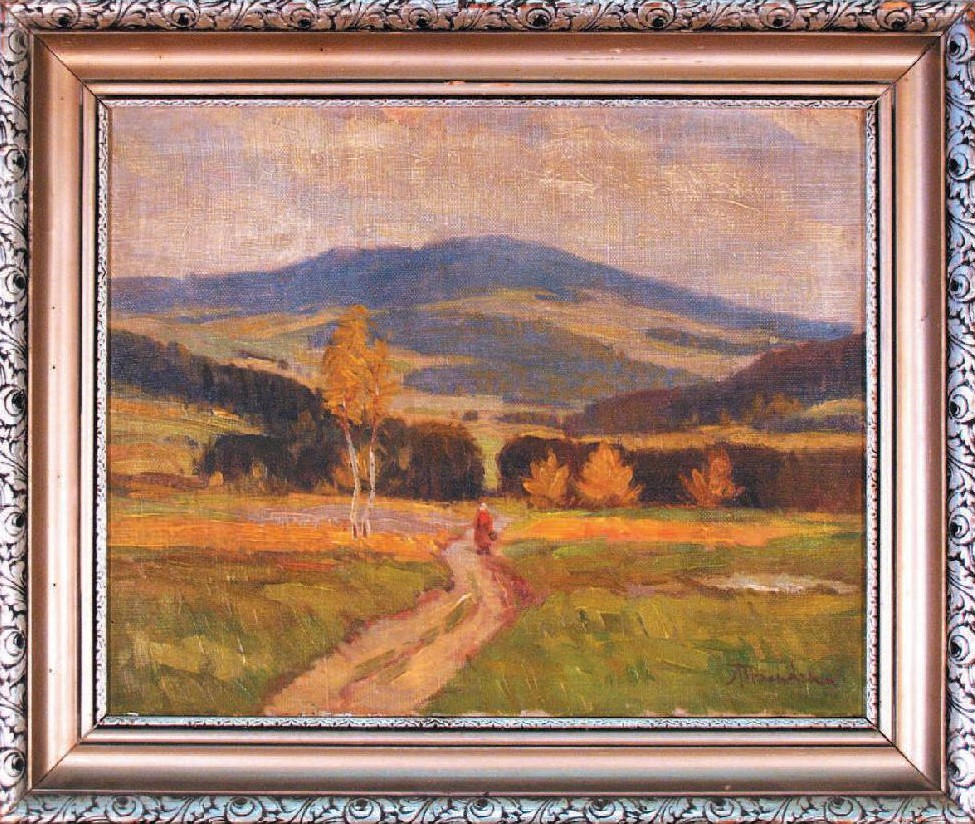
Anastas Procházka - Na cestě
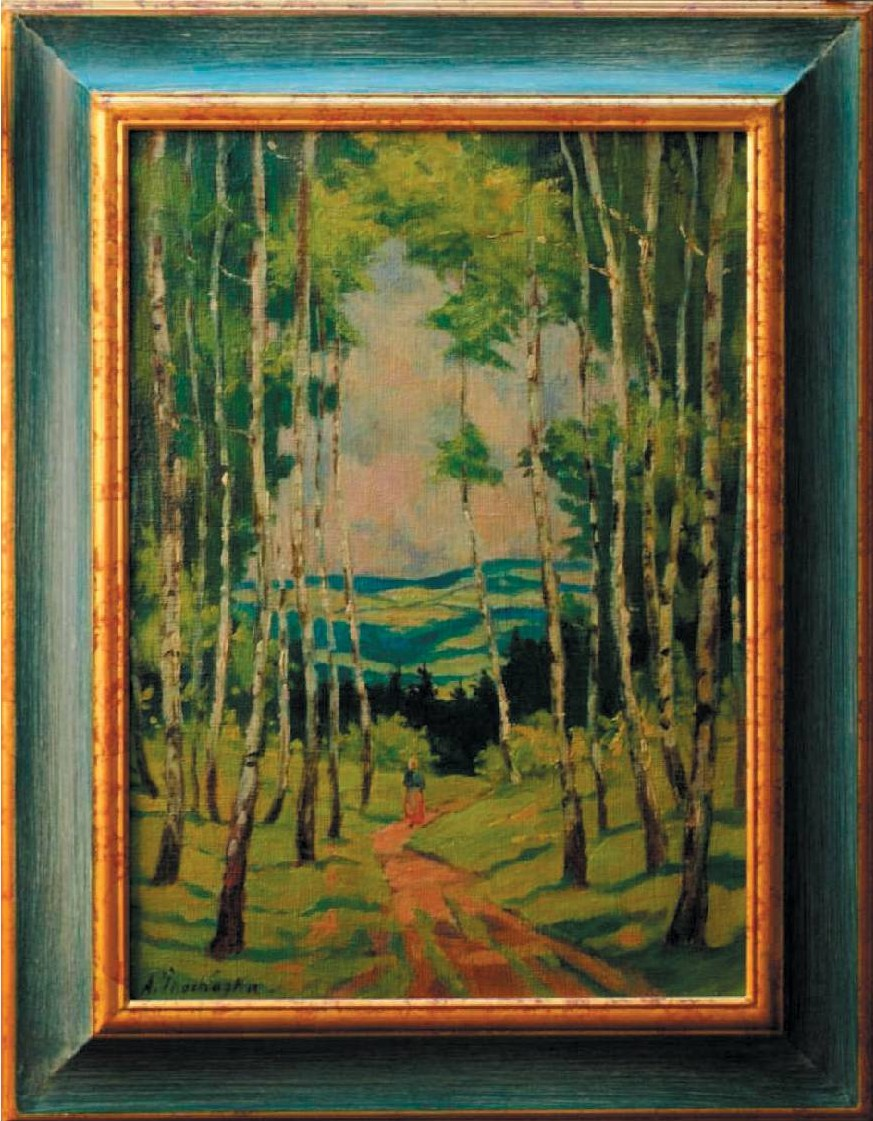
Anastas Procházka - Po cestě mezi břízami